# Karbamidciklus
A karbamidciklus (más néven Krebs–Henseleit-ciklus, ureaciklus, vagy ornitinciklus) kizárólag a májban, a periportális hepatociták (májsejtek) mitokondriumában és citoplazmájában lejátszódó anyagcsere-folyamat, amely elsősorban azt a célt hivatott szolgálni, hogy a szervezetben termelődő mérgező ammóniát nem mérgező karbamid formájában eltávolítsa (ami végeredményben két molekula ammónia eliminációját jelenti). E metabolikus útvonal felfedezése 1932-ben Hans Krebs és orvostanhallgató munkatársa Kurt Henseleit nevéhez köthető. A ciklus másrészt az arginin aminosav de novo szintéziséhez szükséges.
Az ammónia toxicitása (mérgezőképessége) nem teljesen tisztázott, magas szintje a vérben hepaticus encephalopathiát okoz (aminek eredetét tekintve több különböző formája van). Az ammónia-mérgezés végső állapotában komatózus állapot lép fel, amit cerebralis oedema és megnövekedett intracranialis nyomás kísér. A feltételezések szerint az agy neuronjainak (idegsejtjeinek) ATP kimerülése áll az események hátterében. A magas szintű ammónia megnöveli az asztrocitákban a glutamin szintet a glutamát-dehidrogenáz és a glutamin-szintáz közreműködésével (a reakciókat lásd lejjebb), ami egy ozmotikusan aktív anyag, nő a sejten belüli ozmotikus nyomás. Emiatt a sejtek vizet vesznek fel, hogy fenntartsák az ozmotikus egyensúlyukat, aminek következtében a sejtek és így az agy is megduzzadnak, végül fellép a kóma. A glutamát szint csökkenésének lehetnek további hatásai az agyra, mivel a glutamát és származéka a GABA fontos neurotranszmitterek; az agy érzékenységét az ammóniára tükrözheti a neurotranszmitterek kimerülése valamint a sejt ozmotikus egyensúlyának változása. Ismeretes még a citoplazmatikus NADH szint emelkedés a malát-aszpartát inga gátlása miatt, és a piruvát-laktát átalakulás aktiválása, ami a citrátkör lassulását idézi elő.
Érdekesség, hogy emberen kívül más szárazföldi gerincesek és a cápák is karbamid formájában választják ki az ammóniát. A legtöbb víziállat ammóniumion formájában közvetlenül, míg a madarak és a hüllők húgysavként.

## Bevezetés
Az ammónia egyrészt a májban termelődik különböző anyagcsereutak termékeként, vagy extrahepatikus (májon kívüli) szövetekből érkezik a májba. Az ammónia lehetséges forrásai:
- aminosavbontás során az aminocsoportból (a fehérjéket főleg a májban és az izmokban bontjuk, de minden szövetben zajlik)
- purin és pirimidin nukleotidok lebontásából
- bélbaktériumok ammónia termelése a bélben lévő étrendi, szabad aminosavakból és a veséből odadiffundáló karbamidból (ureáz enzim), ami közvetlenül felszívódik és a v. portaen keresztül a májba jut (az ammónium ion nem tud felszívódni, a széklettel ürül[* 8])
- a bélhámsejtek (enterocyták) metabolizmusa következtében, melyben glutamint használnak fel energiaforrásul, szintén ammónia (valamint citrullin és alanin) képződik és a portális keringésbe jut
- a vese (proximális tubulusainak) glutamináz[* 9] aktivitása kis mértékben hozzájárul a ciklus ammónia forrásához, de elsősorban hosszan tartó éhezés során, és a termelődött ammónia nagy része ammóniumsók formájában a vizelettel távozik (a reakcióhoz szükséges glutamin az izmokból származik)
- a monoamin-oxidázok ammóniát szabadítanak fel monoaminokból (pl.: adrenalinból, szerotoninból, hisztaminból)

A v. portaeval érkező ammónia az ureaszintézis kb. 33%-ának, míg a glutamin kb. 6-13%-ának prekurzora. Viszont az izom a legfőbb ammóniaforrás az emberben. Az izomszövetet elhagyó aminosavak kb. 90%-a glutamin és 10%-a alanin.
Extrahepatikus (májon kívüli) szövetekből az ammónia glutamin formájában érkezik a májba. A glutamináz enzim hatására glutamát és szabad ammónium ion keletkezik belőle a mitochondriális mátrixban. A glutamin pedig glutamátból és ammónium ionból szintetizálódik a glutamin-szintetáz enzim közreműködésével, egy ATP γ-helyzetű foszfátcsoportjának lehasítása közben (ATP → ADP + Pi).
Az aminosavak lebontása és az α-aminocsoport eltávolítása két lépésben zajlik.
1. transzamináció: a reverzibilis reakciót[* 10] aminotranszferázok (transzaminázok) végzik, mely során az aminosav aminocsoportja α-ketoglutarátra kerül, amiből glutamát képződik, az aminosavakból pedig α-ketosavak keletkeznek. A Lys és a Thr kivételével minden aminosavnak megvan a saját aminotranszferáz enzime, és minden reakcióhoz koenzimként szükség van a B6-vitamin származékára, a piridoxál-foszfátra (PLP). Több mint 80 aminotranszferáz van, különböző izoenzimekkel a citoszólban és a mitokondriumban. A két leggyakoribb aminotranszferáz az aszpartát-aminotranszferáz (AST/ASAT/GOT), ami aminocsoportot visz át az aszpartátról α-ketoglutarátra, miközben oxálacetát (α-ketosav) és glutamát képződik; és az alanin-aminotranszferáz (ALT/ALAT/GPT), ami reverzibilisen transzaminálja az alanint piruváttá (α-ketosav). A szérum AST és ALT szint diagnosztikus jelentőségű, pl. vírus hepatitis (ALT > AST) és alkoholos hepatitis (AST > ALT) esetén szintjük megemelkedik.[5]
2. oxidatív de(z)amináció: az első lépésben keletkezett glutamát oxidatív deaminácója során az aminosavakból származó nitrogén (ami a glutamáton van) töltéssel rendelkező ammóniaként szabadul fel, amit a mitochondriális mátrixban található glutamát-dehidrogenáz reverzibilisen katalizál NAD+ vagy NADP+ és vizet felhasználva, miközben NH+4, NADH + H+ vagy NADPH + H+ (attól függően, hogy az enzim melyik molekulát használta szubsztrátként) és α-ketoglutarát keletkezik. Ez a lépés elsősorban a májban és a vesében zajlik. A glutamát-dehidrogenáz allosztérikus aktivátorai az ADP és a GDP, amik az alacsony energiaszintet jelzik (pl. éhezéskor), és segítik a nitrogénfelszabadulást az aminosavakból, lehetővé téve azok szénvázának felhasználást szőlőcukor szintézishez, szintén aktiválja az L-leucin; gátlója pedig a GTP.[* 11]

Meg kell jegyezni, hogy a szerin és a treonin direkt, nem oxidatív módon deaminálódik dehidratázok által, miközben szabad ammónia keletkezik. A glicin, hisztidin, aszparagin és a cisztein aminosavak lebontása során is szabad ammónia képződik. Az 1. és a 2. reakciót együtt transzdezaminálásnak neveznek.
Az ammónium ion aminosavak, nukleotidok és biológiailag aktív aminok bioszintéziséhez is felhasználódik. A nitrogéneltávolítás (és így közvetve az ammóniaszint csökkentés) módja a kreatinin és húgysav ürítés is.

## Karbamid

A karbamid szerkezeti képlete

A karbamid (urea), összegképlete CH4N2O, a szénsav diamidja, amely színtelen kristályokat alkot és vízben kitűnően oldódik. E tulajdonsága miatt a szervezet a fehérje-anyagcsere során keletkezett, az ember számára mérgező ammóniát karbamiddá alakítja, ami így - révén vízoldható - a véráramban haladva, a vesék által a vizeletbe kiválasztva ürül. Naponta kb. 25-30g karbamid távozik a vizelettel, a vérszérumban (fibrinogén mentes vérplazma) koncentrációja 3-9 mM (mmol/L). Megjegyzendő, hogy konvencionális egysége még a mg/dL. Megváltozott értéke vese- és májbetegségekre utal. A vizelet kellemetlen szagát okozhatják ureázzal rendelkező baktériumok, mivel az enzim hatására karbamidból ammónia keletkezik. Fertőzött vizelet pH-ja emiatt lúgos kémhatású.
Az ureáz által katalizált hidrolízis: CO(NH2)2 + H2O → CO2 + 2 NH3
A karbamid laboratóriumi vizsgálatok során használt rövidítése: KN, CN, BUN, SUN (karbamid nitrogén, carbamide nitrogen, blood urea nitrogen, serum urea nitrogen).
Érdekesség, hogy egyes kozmetikumokban mint hidratáló használják az ureát.

## Reakciók
Karbamid 5 lépésben keletkezik: az első kettő reakció a sejtek mitokondriumának mátrixában, míg a többi a citoplazmában. Maga a ciklus valójában a 2. és az 5. reakció között van, ezért is nevezhetjük ornitinciklusnak, mivel az 5. reakcióban keletkezett ornitintermék a 2. reakcióban a szubsztrát. Két mitokondriális transzportfolyamat is van: egyrészt a citrullin kijuttatása az organellumból, másrészt az ornitin bejuttatása a membránon keresztül. Minden reakciót enzimek katalizálnak. Két enzim között egy szubsztrát vagy szabadon diffundálhat (mint egy teniszmérkőzés során a labda), vagy az egyik enzim közvetlenül "átadja" a másik enzimnek (mint a váltófutásnál a botot). A ciklus enzimei szorosan, egymással kötött formában fordulnak elő, vagyis az utóbbi folyamatok játszódnak le az enzimek között. A keletkezett karbamid szabadon a sejt plazmájából a vérbe diffundál. Mivel poláris és kis molekula, a diffúzió egyszerű, transzport fehérjét nem igényel.
Bár a teljes ciklus és annak minden eleme csak a májban játszódik le, egyes enzimek más szövetekben, szervekben is megtalálhatóak. Pl.: N-acetil-glutamát-szintáz és ornitin-transzkarbamoiláz a vékonybél hámsejtjeiben citrullin szintézist tesz lehetővé, az argininoszukcinát-szintetáz és argininoszukcináz a vesében arginint készít citrullinból, argináz pedig egyéb sejtekben ornitin szintézist tesz lehetővé, amelyből poliaminok keletkezhetnek. A nitrogén-monoxid főleg endotél sejtekben, makrofágokban és idegsejtekben képződik.

### Karbamoil-foszfát-szintetáz I (CPS I)
Az első reakció során (ami a ciklus sebességmeghatározó lépése) a keletkezett ammóniumion (ld. Bevezetés), bikarbonát (hidrogén-karbonát ion) és 2 mol ATP jelenlétében karbamoil-foszfáttá alakul, ami a karbamidsav foszforsavval alkotott vegyes anhidridjének tekinthető (nagy energiájú kötés alakul ki a karbamoilcsoport és a foszfátcsoport között, ami biztosítja a további reakció energiaigényét). Termékként van jelen 2 molħ ADP és egy inorganikus foszfát. A reakciót a karbamoil-foszfát-szintetáz I nevű enzim katalizálja, gyakran használt rövidítése a CPS I. A másik foszfátcsoport a karbamoil-foszfáton van. A reakció valójában három lépésből áll (ezek az ábrán nincsenek feltüntetve):
1. a bikarbonát reagál egy ATP gamma-helyzetű (amelyik a legtávolabb van a központi cukormolekulától) foszfátcsoportjával, miközben ADP és karboxifoszfát keletkezik
2. a karboxifoszfát az ammóniumionnal reagál, és inorganikus foszfát kilépése mellett karbamát keletkezik (a karbamidsav anionos formája)
3. a karbamát a 2. ATP γ-foszfátcsoportjával kapcsolódva karbamoil-foszfátot képez, ADP kilépéssel

Ez az egyetlen reakció, ami allosztérikus szabályozás alatt áll (ld. Szabályozás).
Megjegyzés, hogy az enzim valójában szabad NH3-t használ szubsztrátként, ezért a reakció egy proton leadással kezdődik.
(A CPS I izoenzime, CPS II citoplazmatikus enzim, amely az aminocsoportot glutamintól szerzi, és a pirimidinváz szintézisében vesz részt.)

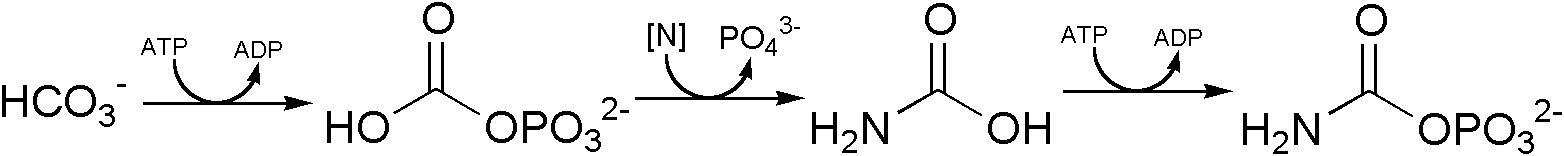
A karbamoil-foszfát-szintetáz I által katalizált reakció

### Ornitin-transzkarbamoiláz (OTC)
A ciklus 2. reakciójában, ami még a mitokondriumban zajlik, ornitin reagál a karbamoil-foszfáttal, miközben citrullin és Pi keletkezik. A reakciót az ornitin-transzkarbamoiláz katalizálja.

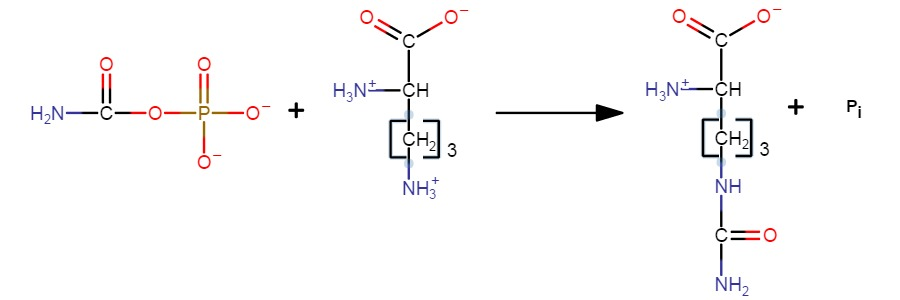
Az ornitin-transzkarbamoiláz által katalizált reakció

### Argininoszukcinát-szintetáz (ASS)
A sejtplazmába jutott citrullin a 3. reakcióban az argininoszukcinát-szintetáz által aszpartáttal reagálva ATP jelenlétében argininoszukcináttá alakul. A reakció első lépésében az ATP α-helyzetű (vagyis a pentózhoz legközelebb lévő) foszfátcsoportjával reagál a citrullin, így egy citrullin-AMP köztitermék (citrullil-AMP) keletkezik. A második lépésben ez az intermedier az aminosav aminocsoportjával reagál, létrehozva az argininoszukcinátot és a szabad AMP-t. Az inorganikus pirofoszfát a citoplazmában lévő pirofoszfatáz enzim áldozatául esik, és két Pi-tá hasad. Az aszpartát szolgáltatja második ammóniát (az α-aminocsoportján keresztül) a karbamidnak.

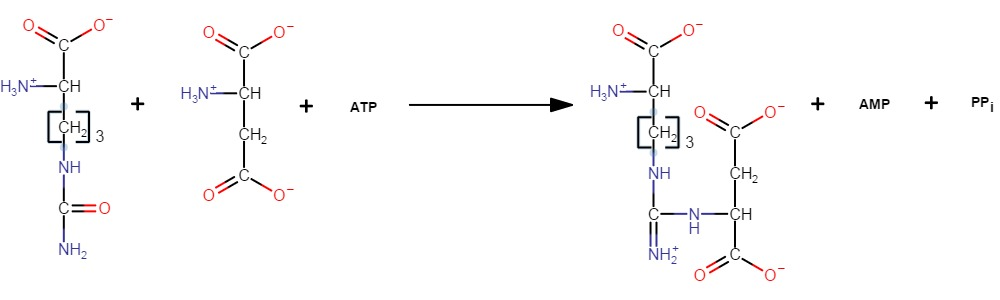
Az argininoszukcinát-szintetáz által katalizált reakció

### Argininoszukcináz (ASL)
A következő reakcióban az argininoszukcináz (vagy argininoszukcinát-liáz) a szubsztrátot argininné és fumaráttá hasítja. Az arginin nem feltétlen alakul át ornitinné a következő reakcióban, hanem felhasználódhat más folyamatokhoz is. Itt fontos megjegyezni, hogy miért szemiesszenciális aminosav az arginin. A szemiesszenciális ebben az esetben azt jelenti, hogy a szervezet elő tudja állítani ebben a reakcióban az arginint (vagyis nem esszenciális, mint más aminosavak, amiket kizárólag táplálékkal veszünk fel), de bizonyos körülmények között táplálékkal kell biztosítani a megfelelő mennyiségét. Ezek a körülmények a növekedés és a terhesség, mely esetekben gyors fehérjeszintézis folyik, vagyis a ciklus az aminosav szintézisére használódik (nem ureaszintézisre). Ilyenkor ornitint kell de novo szintetizálni glutamátból, ami lassú folyamat, és csak akkor elégséges az argininszükséglet fedezésére, ha nem folyik gyors fehérjeszintézis. Másik lehetséges sorsa az argininnek egy parakrin hormon (nitrogén-monoxid) képződése. A fumarát révén ez a reakció kapcsolatban áll a citromsavciklussal. A fumarát először maláttá, a malát oxálacetáttá alakul, aminek három lehetséges sorsa lehet:
1. a mitochondriális mátrixban részt vesz a citromsavciklus folyamatában (citrát-szintáz reakció)
2. glükoneogenezisben a foszfoenolpiruvát(PEP)-karboxikináz reakcióban
3. az aszpartát-aminotranszferáz enzim által katalizált, glutamáttal történő transzaminálása során aszpartát keletkezik, ami a ciklus kulcseleme

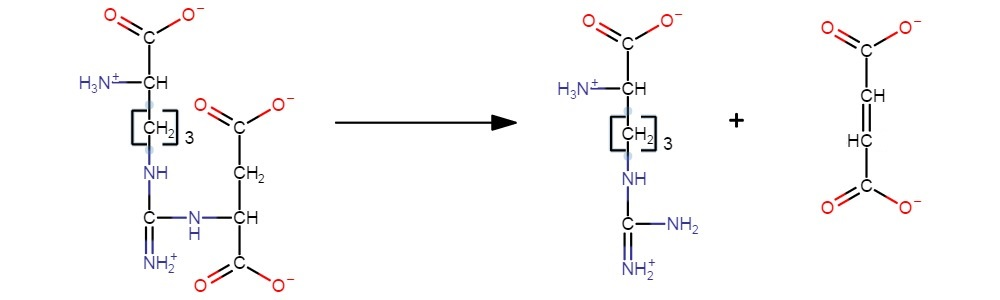
Az argininoszukcináz által katalizált reakció

### Argináz
Ebben a hidrolitikus reakcióban az arginin ornitinné és karbamiddá bomlik. Az ornitin a mitochondriális mátrixba transzportálódik, míg az urea kijut a májsejtekből a vérbe, végül a keringés a vesékhez szállítja és a vizeletbe kiválasztódik (exkréció), kis mértékben a verejtékben is megjelenik. Az urea egy része a bélbe kerül, ahol ureázzal rendelkező baktériumok elbontják és a keletkező ammónia felszívódhat az enterális keringésbe, majd a vena portaen keresztül újra a májba jut. Az argináz mangántartalmú enzim.

Az argináz által katalizált reakció

### Összefoglalás
A karbamidciklus nettó egyenlete a második nitrogént szolgáltató aminosav feltüntetésével:

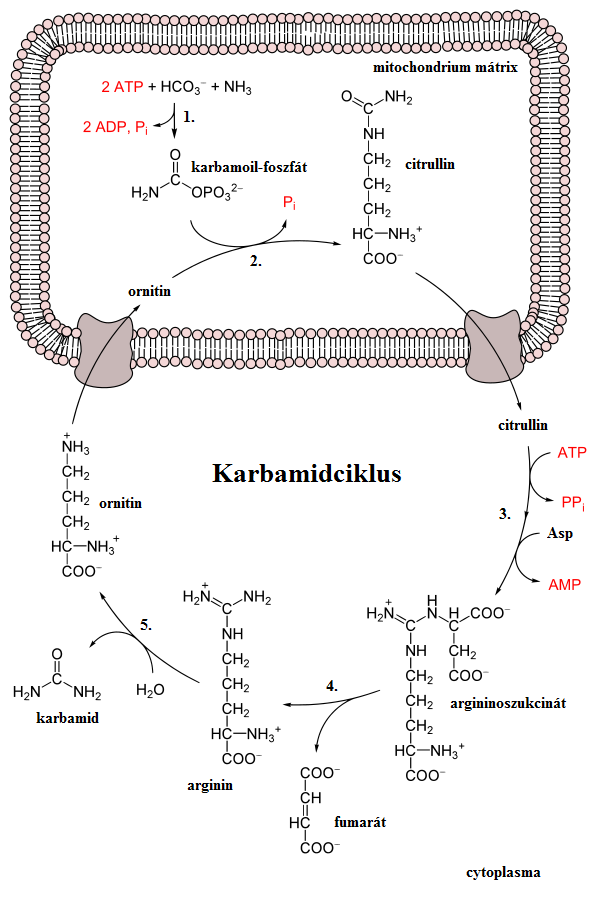
A karbamidciklus reakciói. N.B.: a mitokondrium kettős membránnal rendelkező sejtorganellum! A képen csak a belső membrán van feltüntetve

NH+4 + HCO−3 + 3 ATP + 2 H2O + Asp → OC(NH2)2 + fumarát + 2 ADP + AMP + 4 Pi
A karbamidciklus nettó egyenlete az aminosav feltüntetése nélkül:
2 NH+4 + HCO−3 + 3 ATP + 2 H2O → OC(NH2)2 + 2 ADP + AMP + 4 Pi
| Reakció | Szubsztrátok               | Enzim                         | Enzimtípus  | Szabályozás       | Termékek                     | Lokalizáció  |
| ------- | -------------------------- | ----------------------------- | ----------- | ----------------- | ---------------------------- | ------------ |
| 1       | NH4+, HCO3-, 2 ATP         | karbamoil-foszfát-szintetáz I | ligáz       | N-acetil-glutamát | karbamoil-foszfát, 2 ADP, Pi | mitokondrium |
| 2       | ornitin, karbamoil-foszfát | ornitin-transzkarbamoiláz     | transzferáz | -                 | citrullin, Pi                | mitokondrium |
| 3       | citrullin, aszpartát, ATP  | argininoszukcinát-szintetáz   | ligáz       | -                 | argininoszukcinát, AMP, PPi  | citoplazma   |
| 4       | argininoszukcinát          | argininoszukcináz             | liáz        | urea              | arginin, fumarát             | citoplazma   |
| 5       | arginin, H2O               | argináz                       | hidroláz    | -                 | ornitin, karbamid            | citoplazma   |

## Energiamérleg

Az ATP (adenozin-trifoszfát) szerkezeti képlete. Zöld négyzetben a nagyenergiájú (makroerg) foszfátkötés van jelölve.

A ciklus során 4 makroerg kötés hasad fel. Az első reakcióban (CPS I) kettő, amikor két ATP-ből lesz egy ADP és egy inorgankus foszfát ion, a 3. reakcióban egy, amikor az ATP AMP-re és PPi-ra bomlik. Az inorganikus pirofoszfát is tartalmaz egy makroerg kötést. Mivel a citoszólikus malát-dehidrogenáz reakcióban egy NADH + H+ is keletkezik, a karbamidciklus energiaigénye így jelentősen csökken, mert a koenzim által szállított protonok a légzési láncban 2,5 mol ATP-t szolgáltatnak.
3 ATP4- → 2 ADP3- + AMP2- + 4 Pi2- + 4 H+

## Szabályozás
Az ornitinciklus enzimeinek semmiféle visszacsatolással (feedback) történő szabályozáza nem ismert, viszont több enzim allosztérikusan, vagy acetilációval/deacetilációval szabályozott, illetve a ciklus összes enzime transzkripciós szintű szabályozás alatt áll.

### N-acetil-glutamát (NAG)
A ciklus leglassabb lépése a CPS I reakció, vagyis ez a ciklus sebességmeghatározó lépése. Az N-acetil-glutamát glutamátból és acetil-CoA-ból keletkezik, a reakciót a mitokondriális N-acetil-glutamát-szintáz (NAGS) katalizálja, és a CPS I reakcióban mint aktivátor szerepel, vagyis a reakció sebességét gyorsítja. Az enzim maximálisan aktív, ha 1 mol enzimhez 1 mol aktivátor kötődik. Tehát az 1. reakció aktivitását befolyásoló tényezők szabályozhatják az ureaciklust és így a karbamidképződést. Az N-acetil-glutamát a glutamináz aktivátora is egyben. A szintáz allosztérikus aktivátora pedig az arginin (pontosabban az arginin dekarboxilált származéka, az agmatin, amely a mitokondriális arginin-dekarboxiláz hatására keletkezik). Már 10 μmol/L argininkoncetráció mellett az enzim maximálisan működik.  Mennyisége a diétás fehérjebevitellel párhuzamosan változik.
Glu + Ac-CoA → N-acetil-glutamát + HS-CoA

### Acetiláció/deacetiláció
Az ornitinciklus két enzimével kapcsolatban írtak le acetilációval/deacetilációval történő szabályozást. A CPS I-t a SIRT5 aktiválja deacetilációval, míg a OTC-t a SIRT 3 aktoválja deacetilációval. A SIRT 3 deacetiláz aktivitása éhezésben emelkedett.

### Táplálkozás
Hosszabb éhezés (vagy akár diabetes mellitus) következtében az izomfehérjék bontása szükséges a szervezet energiájának biztosításához. Az aminosavak bontása során keletkező szénváz a citrátkörben energiát szolgáltat, míg az aminocsoport a karbamidciklusban eliminálódik. A megnövekedett igénybevétel miatt megnő a ciklus sebessége, mivel a részt vevő enzimek koncentrációja megnő (az ornitinciklus összes enzime transzkripciós szabályozás alatt áll). Ez igaz akkor is, ha fehérjében gazdag táplálékot fogyasztunk (a fehérjebevitel növelésével a ciklus enzimeinek aktivitása háromszorosára nőhet). Jól táplált állapotban vagy döntően szénhidrátfogyasztás esetén a ciklus enzimeinek szintje alacsonyabb.

## Kapcsolódó anyagcsere-betegségek
A ciklus mind az 5 reakciója és a mitokondriális membrántranszport is forrása lehet örökletes betegségeknek, génmutációnak. Az enzimopátiáknak - az argináz hiány kivételével - közös következményük, hogy a vér ammóniakoncentrációja (normál tartomány: 16-60 µmol/L) toxikus szintre emelkedik (hyperammonæmia) és az arginin esszenciális aminosavvá válik. A CPS I, OTS, ASS, ASL deficienciák klinikai megjelenési formái hasonlóak, de nagyfokú lehet a változékonysága ugyanazon enzim hiányára visszavezethető betegségnek. A tünetek már újszülött kórban is jelentkezhetnek, aminek következményei végzetesek lehetnek, de későbbi életkorban is kezdődhetnek változékony lefolyással. A klinikai kép újszülöttkori súlyosságát tekintve (önkényesen) különbséget kell tenni neonatális és később jelentkező betegségformák között.
A hyperammonæmia tünetei: hányás, görcsök, letargia, hypothermia, tremor, légzési problémák, mentális retardáció, ingerlékenység, végül kóma. A szerzett hyperammonæmia elsősorban alkoholos májzsugorban és Reye-szindrómában fordul elő.
Az útvonal betegségeinek kezelésében alapvető szerepet játszik, hogy megfelelő táplálkozást biztosítsanak, amely elégséges fehérje- és argininbevitelt nyújt, de a betegségekhez társuló metabolikus zavarokat megelőzi. A terápia célja plazma glutaminszint normál vagy közel normál szinten tartása, és olyan, az ureaszintézis lépéseit helyettesítő mechanizmusok aktiválása, amelyek a nitrogént eltávolítják. AZ ASS és ASL betegségeknél a nitrogéngazdag intermedierek a vizelettel kiválasztódnak, így csökkentik a vérammónia-szintet. A CPS I és OTC deficienciákban benzoesav vagy fenilacetát adásával csökkenthető az urea nitrogénkiválasztása, melyet a vizeletben megjelenő hippursav és fenil-acetil-glutamin végtermékek jeleznek. A benzoát glicint, míg a fenilacetát glutamint köt meg, ezáltal ammóniát vonunk ki a sejtekből, mivel a felhasznált aminosavakt pótolni kell ammónia felhasználásával. Az alternatív utak mellett fontos a diétás kezelés is. Az elfogadott étrendi protokollok 0,7 g/kg/nap táplálékfehérjét és ugyanennyi esszenciális aminosav-keveréket írnak elő, kiegészítve citrullinnal. ASS-hiányos betegek kivételével a hyperammonæmia gyógykezelését ki kell egészíteni hæmodialízissel, amivel néhány órán belül csökkenthető a plazma ammónia szintje. CPS I, OTC, ASS és ASL deficienciákban iv. arginin adás is szükséges. Gyógyszeres kezelés része lehet még laktulóz és neomicin adása is per os. A laktulóz hidrogén ionokat szolgáltat az ammónia molekula ionná alakulásához, a neomicin pedig antibiotikum, ami megöli a bélbaktériumokat, amik ammóniát szabadítanak fel.

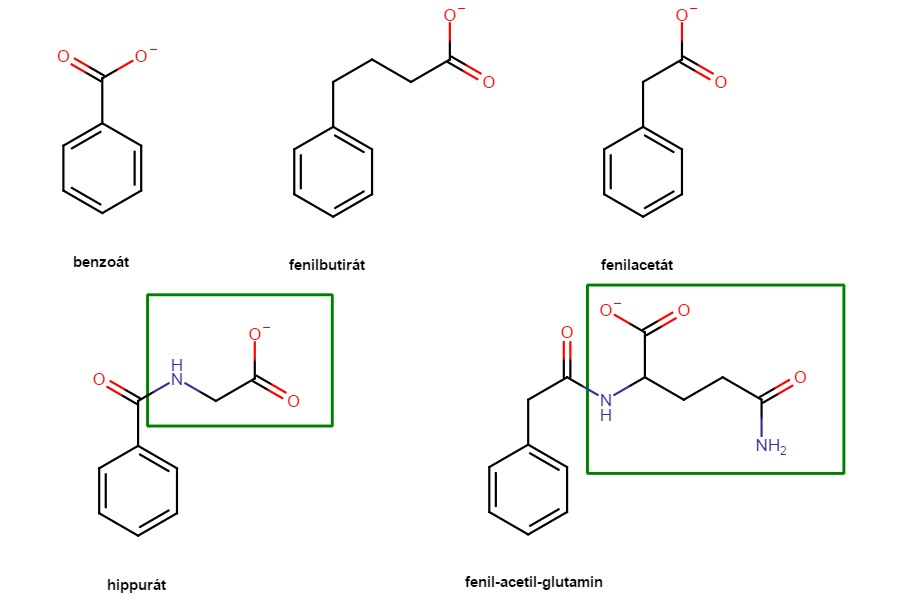
A benzoát, a fenilbutirát, a fenilacetát, a hippurát és a fenil-acetil-glutamin szerkezeti képlete. Zöld négyzetekben a glicin (balra) és a glutamin (jobbra) aminosavak vannak jelölve a molekulákon belül

### CPS I deficiencia
Autoszómális recesszív öröklődésű kórkép. Tünetei a hyperammonæmia tüneteivel megegyeznek. Kezelése már az előzőekben ismertetve volt.

### OTC hiány
X-kromoszómához kötött recesszív betegség. CPS I és OTC hiány esetén is újszülöttben 24 óra elteltével sem tudnak a vérből citrullint kimutatni (mivel ez a 2 enzim kell az ornitin képződéséhez). A differenciáldiagnózis az orotsav vizelet szintjén alapul, mivel OTC defektusban a mitokondriális karbamoil-foszfát a citoszólban pirimidin nukleotidok szintézisében használódik fel és ennek az anyagcsere útnak a túlműködése miatt magas a vizelet orotsav tartalma.

### Ornitin-transzlokáz deificincia
Autoszomális recesszív módon öröklődő hiánybetegség. Az enzim felel az ornitin mitokondriumból a citoszólba történő transzportjáért a mitokondriális membránon keresztül. A betegséget hívják még HHH-szindrómának, vagyis hyperammonæmia-hyperornitinæmia-homocitrullinæmia-szindrómának is. Laboratóriumi leletek: a vérben az ammónia, ornitin, homocitrullin magas koncentrációja mérhető. A klinikai tüneteket a hyperammonæmia okozza.

### Citrullinæmia I
Az ASS enzim deficiencia egy autoszómális recesszív öröklődésű betegség. Kórjelző a magas plazma citrullin-szint: 1000-5000 μM (a normális intervallum: 10-20 μM). Az enzim hiánya miatt a citrullin a kiválasztódó nitrogén-bomlástermék, aminek hátránya, hogy csak 1 molekula ammónia eliminációját teszi lehetővé. Az étrendet argininnel kell kiegészíteni, hogy stimuláljuk a citriullin szintézisét és kiválasztását. A terápia része, hogy fenilacetátot vagy fenilbutirátot (ami fenilacetáttá alakul) adnak a betegnek, hogy a nitrogénkiválasztás elősegítsék. (Létezik citrullinæmia(en) II típus is).

### Argininoszukcinát aciduria
Az ASL hiánya szintén autoszómális recesszív betegség, melyet a magas plazma adeniloszukcinát vagy argininoszukcinát anhidrid-koncentráció jelez. Ezek normál körülmények között nem találhatóak meg a vérben. A plazma citrullin mérsékelten emelkedett (100-300 μM). Kezelése: exogén-arginin bevitel.

### (hyper)Argininæmia
Autoszómális recesszív öröklődésű betegség. Az argináz hiányának klinikai tünetei nagymértékben különböznek a többi enzim hiánybetegségekben tapasztalhatóaktól. Főbb tünetek: spasztikus tetraplégia (görcsös négy végtagot érintő bénulás), hyperaktivitás, pszichomotoros retardáció. A plazma ammónia szint ritkán magasabb, mint a normál szint 3-4 szerese. Laborleleteken hyperarginæmia, hyperammonæmia, diaminoaciduria és orotsavuria látszik. A plazma glutaminszint lehet emelkedett. Jótékony hatása van a diétás fehérjebevitel megszorításának és a fenilacetát adásának. Az argininmentes diéta hatékonyságát csökkenti, hogy az arginin nem esszenciális aminosav.

### NAG-szintáz hiány
Autoszómális recesszív öröklődésű betegség. Változó erősségű hyperammonæmia mellé néha hypoglykæmia és a normálishoz közeli plazma arginin- és citrullinszint társul. Terápiás lehetőség, hogy karbamoil-glutamátot (kargluminsav), egy NAG analóg vegyületet adnak a betegnek, így növelve a CPS I aktivitását.

### Uræmia
A húgyvérűség közvetlenül nem kapcsolódik a karbamidciklus anyagcsere-betegségeihez, de megemlítendő, mert veseelégtelenségben az urea vérszintje megnő, és a klinikumban rutinszerűen alkalmazzák ennek az anyagnak szérumkoncetráció-emelkedését a betegség súlyosságának megállapításához. A betegséghez kapcsolódóan az urea toxicitása nem bizonyított egyértelműen.